# HMAS Sydney (1934)
HMAS Sydney (His Majesty’s Australian Ship) — Австралийский корабль его королевского величества «Сидней») — лёгкий крейсер типа «Улучшенный „Линдер“» Королевского австралийского военно-морского флота (RAN) в 1934—1941 годах.

## Строительство
Корабль заложен 8 июля 1933 года на верфи компании Swan Hunter & Wigham Richardson в городе Уолсенд на реке Тайн. Спущен на воду 22 сентября 1934 года. Принят во флот 24 сентября 1935 года.

## Служба
«Сидней» добился крупного успеха в начале Второй мировой войны в бою у мыса Спада, однако 19 ноября 1941 года был потоплен немецким вспомогательным крейсером «Корморан». В том бою весь экипаж корабля (645 человек) погиб, что сделало гибель крейсера самой большой потерей австралийского флота в истории. Это также был самый большой корабль Союзников, погибший со всей командой.

## Современные исследования
Поиски «Сиднея» после войны не прекращались. Исследователи регулярно сообщали об обнаружении останков австралийского крейсера, но каждый раз оказывалось, что произошла ошибка. Лишь в марте 2008 года австралийский премьер подтвердил находку останков обоих кораблей. «Корморан» и «Сидней» лежат на глубине около 2,5 километра в примерно 20 морских милях друг от друга, и в примерно двухстах милях к юго-западу от Карнарвона, Австралия. В 2015 году Университет Кертина вместе с Музеем Западной Австралии организовали подводную экспедицию к затонувшим кораблям.

### Комментарии
1. ↑  «Корморан» также затонул, но большая часть экипажа спаслась.

### Сноски
1. ↑  Jeans, Seafaring Lore and Legend, pp. 189-91
2. ↑  Scuba Diving News CDNN — Cyber Diver News Network Архивировано 7 октября 2008 года. (англ.)
3. ↑  Как погибал австралийский крейсер «Сидней»